# Atletica leggera ai Giochi della XXIII Olimpiade - 800 metri piani maschili

Video della Finale

Gli 800 metri piani hanno fatto parte del programma maschile di atletica leggera ai Giochi della XXIII Olimpiade. La competizione si è svolta nei giorni 3-6 agosto 1984 al «Memorial Coliseum» di Los Angeles.

## Presenze ed assenze dei campioni in carica
| Competizione      | Atleta            | Prestazione | Los Angeles 1984 |
| ----------------- | ----------------- | ----------- | ---------------- |
| Olimpiadi 1980    | Steve Ovett       | 1'45”40     | Presente         |
| Commonwealth 1982 | Peter Bourke      | 1'45”18     | Non selez.       |
| Europei 1982      | Hans-Peter Ferner | 1'46”33     | Presente         |
| Asiatici 1982     | Charles Borromeo  | 1'46”81     | Presente         |
| Panamericani 1983 | Agberto Guimarães | 1'46”31     | Presente         |
| Africani 1982     | Juma Ndiwa        | 1'48”10     | Presente         |
| Mondiali 1983     | Willi Wülbeck     | 1'43”65     | Rit. 1983        |

## La gara
La concorrenza è accesa: fin dal primo turno ci sono tempi sotto 1'46". Emerge su tutti un atleta capace di questa progressione: 1'45"66 (batteria), 1'44"84 (Quarti), 1'43"82 (Semifinale), 1'43"00 (Finale con record olimpico). Si chiama Joaquim Carvalho Cruz ed è un giovane atleta brasiliano.

In finale Alla campanella Johnny Gray (USA) conduce il gruppo, dietro di lui Joaquim Cruz. Il brasiliano decide di scattare sul rettilineo finale. Subito Sebastian Coe (GB) ed Earl Jones (USA) si mettono al suo inseguimento ma Cruz fa il vuoto e vince in solitaria. Coe prevale su Jones e agguanta l'argento.
Il campione in carica, Steve Ovett, giunge ultimo staccatissimo in 1'52"28, bloccato da difficoltà respiratorie.
Joaquim Cruz è il primo brasiliano a vincere un oro olimpico in una gara di corsa.

## Risultati

### Turni eliminatori
| 9 Batterie         | 3 agosto | 67 partenti   | Si qualificano i primi 3 + i 5 migliori tempi. |
| 4 Quarti di finale | 4 agosto | 8 + 8 + 8 + 8 | Si qualificano i primi 4.                      |
| 2 Semifinali       | 5 agosto | 8 + 8         | Si qualificano i primi 4.                      |
| Finale             | 6 agosto | 8 concorrenti |                                                |

### Finale
| Pos | Paese       | Atleta        | Tempo       |
| --- | ----------- | ------------- | ----------- |
|     | Brasile     | Joaquim Cruz  | 1'43”00 min |
|     | Regno Unito | Sebastian Coe | 1'43”64 min |
|     | Stati Uniti | Earl Jones    | 1'43”83 min |